# Wytwórnia Radiotechniczna AVA
Wytwórnia Radiotechniczna AVA – warszawska spółka założona w 1928, w którym m.in. opracowywano i produkowano wyposażenie radiowe dla Biura Szyfrów sztabu generalnego WP, sprzęt łączności radiowej dla wojska, produkowano też udoskonalone kopie niemieckiej maszyny szyfrującej „Enigma”.
Współzałożycielami spółki AVA byli: Leonard Danilewicz, Ludomir Danilewicz oraz Edward Fokczyński i Antoni Palluth, oficer Sztabu Głównego WP, który został jej dyrektorem. Nazwa spółki powstała z połączenia znaków wywoławczych Pallutha (TPVA) i studiujących na Politechnice Warszawskiej braci Danilewiczów (TPAV), którzy byli pasjonatami krótkofalarstwa. Głównym konstruktorem Wytwórni AVA został inż. Tadeusz Heftman. 
Po złamaniu w 1933 r. przez zespół Mariana Rejewskiego szyfru Enigmy, w wytwórni AVA produkowano zarówno kopie niemieckiej wojskowej maszyny szyfrującej,  oraz polską maszynę szyfrującą LACIDA. Zespół sześciu takich maszyn stanowił tzw. bombę kryptologiczną, służącą Biuru Szyfrów do łamania szyfrów oraz odczytywania zmian w szyfrach Enigmy . Najbardziej wiarygodne źródło - ppłk dypl inż Tadeusz Lisicki, w opracowaniu konsultowanym  z Marianem Rejewskim oraz Henrykiem Zygalskim podaje, że bombę kryptologiczną tworzył zestaw sześciu "sobowtórów Enigmy" (jej udoskonalonych kopii), wyprodukowany przez Wytwórnię Radiotechniczną AVA.